# Brachydiplax sollaarti
Brachydiplax sollaarti – gatunek ważki z rodziny ważkowatych (Libellulidae).